# Caccobius cribrarius
Caccobius cribrarius är en skalbaggsart som beskrevs av Antoine Boucomont 1928. Caccobius cribrarius ingår i släktet Caccobius och familjen bladhorningar. Inga underarter finns listade.